# غونتر لوثر
غونتر لوثر (بالألمانية: Günter Luther)‏ هو عسكري ألماني، ولد في 17 مارس 1922 في Bestwig ‏ في ألمانيا، وتوفي في 31 مايو 1997 في كيل في ألمانيا.

## وصلات خارجية
- غونتر لوثر على موقع مونزينجر (الألمانية)